# سیارک ۳۷۸۱
سیارک ۳۷۸۱ (به انگلیسی: 3781 Dufek، نامگذاری:1986RG1) سه هزار و هفتصد و هشتاد و یکمین سیارک کشف شده‌است که در ۲ سپتامبر ۱۹۸۶ کشف شد.
قدر مطلق سیارک برابر ۱۲٫۱۰ است.